# Muzeum Narodowe w Damaszku
Muzeum Narodowe w Damaszku (arab. المتحف الوطني بدمشق) – główna placówka muzealna w Damaszku, stolicy Syrii. Jako instytucja funkcjonuje od 1919 r. W 1939 r. muzeum przeniesione zostało do nowoczesnego budynku z dziedzińcem, w którym pozostaje do dzisiaj. Budynek zwraca na siebie uwagę imponującą fasadą. Jest w nią wbudowana oryginalna brama do pustynnego pałacu (obozu wojskowego) przeniesiona z Kasr al-Hajr al-Gharbi niedaleko Palmyry, datowana na 688 r..

## Zbiory
Muzeum dzieli się na cztery części:
- syria starożytna,
- zabytki epoki greckiej i rzymskiej,
- zabytki arabskie i islamistyczne,
- sztuka współczesna.

Wśród sztuki starożytnego Wschodu, znaleźć można m.in.:
- zabytki z Ugarit – ceramikę, wyroby z kości słoniowej, tabliczki z pismem klinowym, m.in. z najstarszym alfabetem,
- artefakty z wykopalisk w Mari – posążki wotywne, pieczęcie, biżuterię, mozaikę z masy perłowej,
- znaleziska archeologiczne z różnych części Syrii.

Spośród dzieł sztuki z okresu hellenistycznego i czasów rzymskich eksponowane są:
- dzieła odnalezione w Palmyrze – rzeźby nagrobne i wotywne,
- dzieła odnalezione w Hauranie – rzeźby bazaltowe, mozaiki, srebrne hełmy.

W muzeum eksponuje się również rekonstrukcję hipogeum jednego z grobowców z Doliny Grobowców w Palmyrze (pocz. II w. n.e.), rekonstrukcję ozdobionej autentycznymi freskami synagogi w Dura Europos oraz salę urządzoną w stylu XVIII-wiecznego pałacu Azima.
Zbiory sztuki islamskiej oraz współczesnej gromadzone są od 1954 r. Na dziedzińcu muzeum, w ogrodzie wśród drzew, ulokowano lapidarium.

## Udostępnianie
Muzeum czynne jest codziennie z wyjątkiem wtorków od godziny 9:00 do 18:00, zimą od 9:00 do 16:00. Wstęp dla obcokrajowców kosztuje 300 SYP, dla tubylców 30 SYP, dla studentów i żołnierzy 25 SYP